# Jędrzej Bednarowicz
Jędrzej Bednarowicz, né le 20 avril 1932, à Varsovie, en Pologne, est un ancien joueur de basket-ball polonais.